# Shinhwa
Shinhwa (tiếng Hàn: 신화; Hanja: 神話) là một nhóm nhạc nam Hàn Quốc có 6 thành viên, bao gồm Eric Mun, Lee Min-woo, Kim Dong-wan, Shin Hye-sung, Jun Jin và Andy Lee. Được SM Entertainment lần đầu giới thiệu vào ngày 24 tháng 3 năm 1998, nhóm đã ký kết với Good Entertainment vào năm 2004 trước khi thành lập Shinhwa Company để quản lý sự nghiệp của họ với tư cách là một nhóm nhạc. Nhóm ban đầu đã gặp khó khăn với album đầu tiên trước khi tìm thấy thành công về mặt thương mại với album thứ hai T.O.P. (tháng 4 năm 1999). Khi hợp đồng của nhóm với SM Entertainment hết hạn vào tháng 7 năm 2003, tất cả 6 thành viên đã ký hợp đồng với Good Entertainment và đảm nhận quyền kiểm soát sáng tạo với việc phát hành Brand New (tháng 8 năm 2004). Cùng năm đó, các thành viên bắt đầu theo đuổi sự nghiệp cá nhân.
Sau 4 năm gián đoạn do phần lớn các thành viên thực hiện nghĩa vụ quân sự bắt buộc, cả 6 thành viên đã thành lập Shinhwa Company để tạo điều kiện thuận lợi cho sự nghiệp của nhóm. Việc phát hành album thứ mười The Return (2012) đã đưa nhóm trở thành nhóm nhạc Hàn Quốc đầu tiên tiếp tục biểu diễn sau khi các thành viên thực hiện nghĩa vụ quân sự bắt buộc. Shinhwa cũng là nhóm nhạc thần tượng K-pop đầu tiên có sự nghiệp thành công sau khi rời công ty quản lý ban đầu, mặc dù bị lôi kéo vào các cuộc chiến pháp lý với SM Entertainment vì cái tên "Shinhwa" trong vài năm. Trong suốt sự nghiệp 25 năm của mình, Shinhwa đã phát hành tổng cộng 13 album phòng thu tiếng Hàn, 1 album tiếng Nhật và nhiều album tổng hợp khác nhau.
Shinhwa hiện là nhóm nhạc nam hoạt động lâu nhất trong lịch sử của K-pop, và thường được coi là một phần của "thế hệ đầu tiên" của K-pop, cùng với H.O.T., S.E.S., g.o.d, Fin.K.L, trong số những nghệ sĩ khác. Sản phẩm âm nhạc và tuổi thọ của nhóm đã đóng vai trò ảnh hưởng đến thế hệ tương lai của các nhóm nhạc thần tượng K-pop, khiến nhiều người mô tả nhóm là "huyền thoại".

## Thành viên
| Eric          | 에릭   | Moon Jeong-hyeok | 문정혁 | 文晸赫          | Văn Chính Hách                 | 16 tháng 2, 1979  | Trưởng nhóm, rap chính      | TOP Media         |
| Min-woo       | 민우   | Lee Min-woo      | 이민우 | 李玟雨          | Lý Mân Vũ                      | 28 tháng 7, 1979  | Center, nhảy chính, hát dẫn | Liveworks Company |
| Dong-wan      | 동완   | Kim Dong-wan     | 김동완 | 金烔完          | Kim Đông Hoàn                  | 21 tháng 11, 1979 | Hát dẫn                     | Liveworks Company |
| Shin Hye-sung | 신혜성 | Jeong Pil-gyo    | 정필교 | 申彗星 / 鄭弼敎 | Thân Tuệ Tinh / Trịnh Bật Giao | 27 tháng 11, 1979 | Hát chính                   | Liveworks Company |
| Jun Jin       | 전진   | Park Choong-jae  | 박충재 | 前進 / 朴忠裁   | Tiền Tiến / Phác Trung Tài     | 19 tháng 8, 1980  | Nhảy dẫn, rap dẫn, hát phụ  | Liveworks Company |
| Andy          | 앤디   | Lee Seon-ho      | 이선호 | 李先鎬          | Lý Tiên Hạo                    | 21 tháng 1, 1981  | Rap dẫn                     | TOP Media         |

## Sự nghiệp[9]

### 1998-2001: Thành lập, những khó khăn và thành công bước đầu
Sau sự thành công của hai nhóm nhạc đã thành lập trước đó H.O.T. và S.E.S., SM Entertainment đã lên kế hoạch thành lập và cho ra mắt nhóm nhạc tiếp theo của họ. Với sự thanh gia của sáu thành viên Eric, Lee Minwoo, Kim Dongwan, Shin Hyesung, Junjin và Andy, nhóm nhạc nam mới Shinhwa ra đời, với cái tên trong tiếng hàn mang ý nghĩa là "thần thoại", qua album phòng thu đầu tiên của nhóm Resolver (Hangul: "해결사") vào ngày 9 tháng 5 năm 1998. Ba đĩa đơn trong album bao gồm: bài hát chủ đề cùng tên, "Eusha! Eusha!" (Hangul: "으쌰! 으쌰!"), và "Sharing Forever" (Hangul: "천일유혼"). Màn trình diễn của Shinhwa với Resolver khá mờ nhạt, tuy nhiên nhóm đã bị cáo buộc về sự thiếu độc đáo và cố gắng bắt chước nhóm nhạc tiền bối cùng công ty H.O.T.. Shinhwa cũng bị quấn vào một số tranh cãi khi biểu diễn ca khúc "Eusha! Eusha!", một ca khúc với nội dung về chuyến đi biển vui vẻ, trong khi Sự cố tàu ngầm Sokcho năm 1998 diễn ra. Mặc dù Shinhwa đã thẳng giải Tân binh của năm tại Mnet Asian Music Awards, Resolver vẫn bị đánh giá là kém hiệu quả về mặt thương mại, dẫn đến việc nhóm phải đứng trên bờ vực tan rã.
Shinhwa bắt đầu đạt được những thành công đầu tiên với những album tiếp theo của nhóm. Album thứ hai của họ T.O.P. ra mắt vào tháng tư năm 1999 đã nhận được những phản hồi tích cực về ca khúc chủ đề và phong cách độc đáo của nhóm. Đĩa đơn thứ hai "Yo" của Shinhwa lần đầu xuất hiện đã đạt được vị trí thứ tư và cao nhất là thứ ba với 377.500 bản được bán ra và bám trụ 24 tuần trên bảng xếp hạng tháng tại Hàn Quốc. Shinhwa đã nhận được giải thưởng Video Âm nhạc Xuất sắc nhất từ một Nhóm nhạc Pop Nam mới tại Mnet Asian Music Awards.
Ca khúc Only One ra mắt vào tháng năm năm 2000 trở thành ca khúc đầu tiên của Shinhwa đứng đầu bảng xếp hạng ngay khi được phát hành. Nhờ sự thành công của ba đĩa đơn, "Only One", "All Your Dreams", và "First Love", album đã bán được 423.000 bản, giúp Shinhwa thắng ba giải thưởng trong năm đó: SBS Gayo Popularity Award, KMTV song Bonsang Award, và Popular Singers Award. Tháng một năm đó, Shinhwa cũng tổ chức conccert đầu tiên của nhóm, First Mythology. Album thứ tư của Shinhwa Hey, Come On! ra mắt vào ngày 8 tháng sáu năm 2001 xếp hạng 3 ngay khi được phát hành. Hai bài hát được quảng bá bao gồm "Hey, Come On!" và "Wild Eyes", ca khúc đã được cover lại nhiều lần sau này bởi vụ đạo độc đáo được kết hợp với việc sử dụng chiếc ghế trong lúc nhảy. Album đã đạt được thành công thương mại với 430.700 bản được bán ra và xếp thứ 11 trong bảng xếp hạng album năm 2001. Shinhwa cũng bị dính vào một số tranh cãi thời điểm đó, bao gồm sự bàn tán về trường hợp vắng mặt bất chợt của thành viên Andy và ca khúc nổi tiếng của nhóm "Hey, Come On!" bị sao chép bởi nhóm nhạc nam Đài Loan, Energy.

### 2002-2003: Làm nên lịch sử, thay đổi công ty quản lý và hoạt động cá nhân
Album tổng hợp đầu tiên của Shinhwa My Choice phát hành vào tháng một năm 2002, bao gồm một số bài hát được yêu thích bởi các thành viên và những bài hát nổi tiếng nhất của họ. Ngược lại với doanh số bán ra cao của Hey, Come On!, My Choice chỉ đạt được thành công tương đối với 171.300 bản bán ra. Album xuất hiện ở vị trí thứ 4 ngay khi được phát hành và đây cũng là thành tích cao nhất đạt được trước khi rơi khỏi bảng xếp hàng tháng. Tại bảng xếp hạng tổng kết năm, My Choice xếp thứ 31 với doanh số tổng cộng 183.000 bản. Vài tháng sau khi My Choice được phát hành, Shinhwa cho ra mắt album phòng thu thứ 5 của họ, Perfect Man vào ngày 29 tháng ba năm 2002. Perfect Man đánh dấu sự trở lại của thành viên Andy và album đã đứng đầu bảng xếp hạng hàng tháng ngay khi được phát hành, và là album thứ hai của Shinhwa làm được điều này. Song song với ca khúc chủ đề, nhóm cũng quảng bá bài hát "I Pray 4 U". Lượng bán ra cuối cùng của album vượt 350.000 bản và xếp thứ 14 ở bảng xếp hạng Top 100 cuối năm 2002, với 362.000 bản.
Shinhwa tạo nên lịch sử trong nền công nghiệp âm nhạc của Hàn Quốc bằng cách trở thành nhóm nhạc nam hoạt động lâu nhất với sự phát hành album thứ 6 của họ Wedding vào tháng mười hai năm 2022. Album đạt vị trí cao nhất ngay khi được phát hành là hạng 3 và bán được hơn 273.700 bản. Wedding cũng đánh dấu sự kết thúc hợp đồng của nhóm với SM Entertainment, công ty đã thảo luận ký hợp đồng lần thứ hai với cả nhóm trừ thành viên Dongwan. Cả nhóm cùng lựa chọn với một công ty quản lý mới, Good Entertainment, cùng với đó đã gây ra sự tranh chấp hợp đồng cho việc sử dụng cái tên "Shinhwa". Vì hợp đồng với Good Entertainment sẽ chỉ bắt đầu vào năm 2004, các thành viên đã theo đuổi hoạt động cá nhân trong năm 2003. Lee Minwoo ra mắt solo với nghệ danh "M" và phát hành album đầu tiên của mình với tựa đề Un-touch-able. Shin Hyesung kết hợp cùng Kangta (H.O.T.) và  Lee Ji-hoon trong nhóm nhạc dự án mang tên S. Junjin rẽ sang con đường diễn xuất bằng phim truyền hình Forbidden Love có sự góp mặt của Kim Taehee. Hai thành viên Junjin và Andy tham gia vào bộ phim hài kịch tình huống Nonstop 4 hay còn được gọi là Banjun Drama. Eric cũng bắt đầu diễn xuất và tham gia đóng quảng cáo. Shinhwa trở thành nhóm nhạc đầu tiên các thành viên hoạt động cá nhân ngay trong khi họ vẫn tiếp tục các hoạt động quảng bá chung của nhóm. Các thành viên đều cố gắng và đạt được thành công nhất định khi hoạt động cá nhân.
Các thành viên Shinhwa tái hợp và phát hành album tổng hợp Winter Story 2003-2004 vào ngày 30 tháng mười hai năm 2003 và đã bán được hơn 100.000 bản. Nhóm cũng tổ chức concert thứ hai The Everlasting Mythology từ 18 đến 20 tháng tư năm 2003 và đồng thời bắt tay vào tổ chức chuyến lưu diễn Winter Story Tour tại 6 thành phố Seoul, Busan, Daejeon, Incheon, Daegu và Kwangju. Shinhwa sau đó đến Nhật Bản chuẩn bị cho buổi hòa nhạc Shinhwa First Live của nhóm tại Tokyo và một buổi gặp mặt với người hâm mộ Have Fun With Shinhwa On M.Net Tour.

### 2004-2006: Thành công về mặt thương mại và chuyến lưu diễn Châu Á đầu tiên
Album đầu tiên của Shinhwa dưới trướng Good Entertainment, Brand New ra mắt vào tháng tám năm 2004, xếp hạng 3 ở bảng xếp hạng hàng tháng ngay khi được phát hành và đứng đầu vào tháng mười một cùng năm, sau khi bán được hơn 320.00 bản. Album ghi nhận sự phát triển về kiểm soát sáng tạo của các thành viên, khi Eric và Minwoo tham gia vào quá trình sản xuất và Junjin trong việc biên đạo, dẫn đến việc nhiều bài hát thuộc thể loại dance được đưa vào sản phẩm cuối cùng của nhóm thay vì nhạc pop. Album được quảng bá thông qua 4 ca khúc: ca khúc chủ đề cùng tên với album, "Angel", "Oh!" và "Crazy". Album đã xếp hạng 4 trên bảng xếp hạng cuối năm 2004 và giúp nhóm nhận được nhiều lời tán dương, cũng như thắng nhiều giải thưởng lớn, trong đó lần đầu có giải Nghệ sĩ của Năm tại Seoul Gayo Daesang Awards. Vài tuần sau đó, Shinhwa nhận được giải thưởng lớn Daesang thứ hai của họ tại SBS Gayo Daejun Awards 2004, thắng 2 trong số 4 giải thưởng lớn Daesang năm đó cùng Rain và Lee Soo Young. Tính trong năm 2004, Shinhwa nhận được nhiều giải thưởng nhất trong số tất cả các nghệ sĩ, với 13 giải thưởng hoặc hơn từ nhiều lễ trao giải khác nhau: m.net KMTV Music Video Festival, Seoul Gayo Daesang, Golden Disc Awards và MBC, KBS, SBS Gayo Awards. Bên cạnh giải thưởng lớn Nghệ sĩ của năm, nhóm còn nhận được giải thưởng Best Male Artist, Best Dance Artist, and Overseas Choice Award.
Sau thành công vang dội của Brand New, Shinhwa bắt đầu hoạt động lưu diễn của mình qua việc tổ chức Shinhwa Summer Story 2004 tại Hàn Quốc, Nhật Bản và Trung Quốc. Hoạt động được tổ chức rộng rãi cho cả những người hâm mộ quốc tế của họ. Mặc dù Shinhwa gần như bị gián đoạn hoạt động trong năm 2005, họ vẫn cho ra mắt hai ca khúc nổi tiếng "How Do I Say" và "Hey Dude!", cùng với đó tổ chức buổi concert Tropical Summer Story Festival. Phần lớn trong năm này, Shinhwa tham gia cố định một chương trình truyền hình thực tế với tên gọi  Let's Coke Play Battle Shinhwa!. Đây là một cuộc thi với mục đích tìm ra "Shinhwa tiếp theo" với phần thưởng là được ra mắt trong một nhóm nhạc nam ngắn hạn Battle tại Good Entertainment. Đến cuối năm đó, Shinhwa phát hành Winter Story 2004-2005 và đã bán được hơn 102.300 bản.
Sau khi gia hạn hợp đồng thêm 3 năm với Good Entertainment, Shinhwa phát hành album tiếp theo của nhóm State of the Art vào ngày 11 tháng năm năm 2006. Album đã đứng đầu bảng xếp hạng ngay sau khi phát hành và bán được hơn 215.600 bản trong nước. Brand New và State of the Art là 2 album liên tiếp của nhóm đạt vị trí số một và trở thành album bán chạy thứ 3 trong năm 2006, sau The 3rd Masterpiece của SG Wannabe và "O"-Jung.Ban.Hap của TVXQ. Sau màn trình diễn tại Budokan Hall ở Tokyo mừng sự ra mắt của Mnet Japan, album tiếng Nhật đầu tiên của nhóm Inspiration #1 cùng ca khúc mở đầu "This is the Sun in Our Hearts" ra mắt vào ngày 14 tháng sáu năm 2006. Album cúng được phát hành tại Nhật Bản vào ngày 16 tháng tám và đạt hạng 4 trên bảng xếp hạng Oricon, với hơn 100.000 bản được bán ra. Shinhwa sau đó tiếp tục tổ chức chuyến lưu diễn khắp Châu Á đầu tiên của họ Shinhwa 2006 Tour: State of the Art, khởi động với hai buổi hòa nhạc tại Olympic Gymnastics Arena, Seoul và tiếp tục ghé thăm Nhật Bản, Trung Quốc, Singapore, Hong Kong, Thái Lan và một số quốc gia khác. Shinhwa cũng biểu diễn tại Budokan Hall ở Tokyo và Osaka-jo Hall vào ngày 24 và 26 tháng chín với tư cách là một phần trong chuyến lưu diễn 2006 Japan Tour Inspiration#1 của nhóm.

### 2007-2012: Hoạt động cá nhân, kỷ niệm 10 năm và thực hiện nghĩa vụ quân sự
Trong năm 2007, các thành viên mở rộng hoạt động cá nhân, thậm chí còn mạnh mẽ hơn thời điểm Shinhwa gián đoạn hoạt động vào thời điểm năm 2003. Các thành viên thành lập công ty riêng của họ: M Rising (Minwoo), New Dream Entertainment (Andy), JF Story Entertainment (Junjin), H2 Entertainment (Dongwan), và Top Class Entertainment (Eric) để quản lý những hoạt động cá nhân của mình. Thành viên Dongwan cũng cho ra mắt album solo đầu tiên với tên gọi Kim Dongwan is vào ngày 5 tháng bảy năm 2007. Minwoo phát hành album thứ 3 vào ngày 10 tháng bảy năm 2007 tại Hàn Quốc, khác với dự định sẽ phát hành tại Mỹ trước đó. Shin Hyesung cũng cho ra mắt album thứ hai của anh vào ngày 8 tháng tám cùng năm.
Mặc dù Shinhwa dự định phát hành album thứ chín của họ vào tháng mười năm 2007, nó đã bị hoãn lại và thay vào đó là sự ra mắt của Winter Story 2007 vào ngày 6 tháng mười hai trong năm đó. Album đã đạt được hạng 3 ngay sau khi phát hành và bán được 24.500 bản. Ngay sau khi phát hành Winter Story 2007, Shinhwa tổ chức concert Châu Á của họ với hai buổi hòa nhạc vào ngày 8 và 9 tháng mười hai tại Saitama, Nhật Bản và theo sau ở Thượng Hải. Để kỷ niệm 10 năm ngày thành lập nhóm, Shinhwa tổ chức concert kỷ niệm 10 năm và phát hành album phòng thu thứ chín Volume 9. Bởi vì đây là concert cuối cùng trước khi tất cả các thành viên lên đường nhập ngũ, 22.000 chỗ ngồi trong concert đã lập tức cháy vé.
Sau lễ kỷ niệm 10 năm hoạt động và sự phát hành của album thứ chín, các thành viên tiếp tục hoạt động cá nhân của mình cho đến khi thực hiện nghĩa vụ quân sự bắt buộc. Eric nhập ngũ vào tháng mười và Dongwan vào tháng mười một năm 2008 tại Gongju, Chungcheongnam-do, cả hai đều tham gia phục vụ không tại ngũ. Junjin nhập ngũ vào ngày 22 tháng mười năm 2009 tại Trung tâm Huấn luyện Quân sự Nonsan ở Chungcheongnam-do với 4 tuần huấn luyện cơ bản và tiếp tục phục vụ cộng đồng sau đó. Vào ngày 11 tháng một năm 2010, Andy tham gia nghĩa vụ quân sự bắt buộc và là thành viên duy nhất trong nhóm phục vụ tại ngũ trong 21 tháng. Minwoo là thành viên cuối cùng nhập ngũ vào tháng hai năm 2010 và cũng phục vụ không tại ngũ sau 4 tuần huấn luyện cơ bản. Hyesung được miễn phục vụ nghĩa vụ quân sự do anh đã bị thương ở đầu gối trong một buổi concert vào năm 2001.
Vào ngày 30 tháng mười năm 2010, Eric kết thúc phục vụ nghĩa vụ quân sự. Dongwan cũng giải ngũ ngày 17 tháng mười hai sau 24 tháng làm nhân viên hỗ trợ tại văn phòng quận Seodaemun-gu. Andy cũng kết thúc nghĩa vụ quân sự tại ngũ vào ngày 31 tháng mười năm 2011 tại Bộ Quốc phòng ở Yongsan-gu, Seoul. Junjin giải ngũ vào 14 tháng mười một năm 2011 sau khi làm việc tại Gangnam Management Corporation với nhiệm vụ quản lý một câu lạc bộ thể hình và bãi đỗ xe. Cuối cùng, thành viên Minwoo cũng xuất ngũ vào ngày 2 tháng ba năm 2012 sau khi phục vụ cộng đồng ở Ga Seoul.

### 2012-2017: Shinhwa Company và lưu diễn

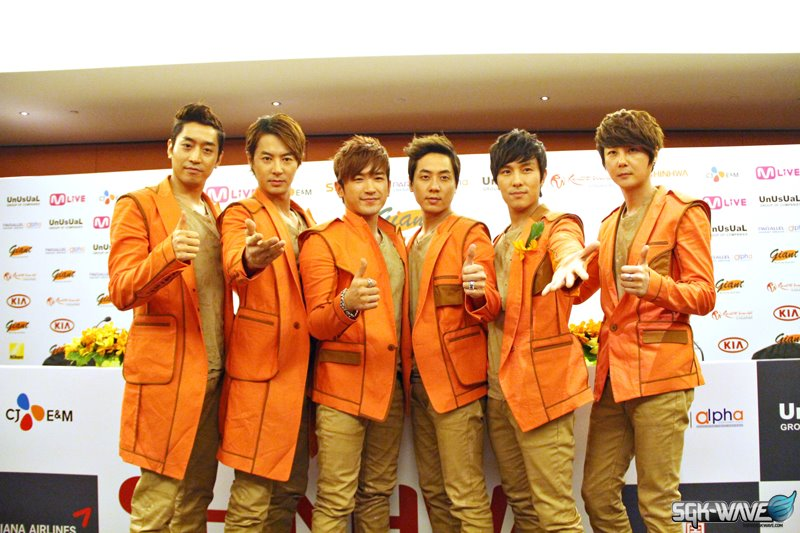
Shinhwa năm 2012 tại Singapore

Sau khi hợp đồng của Shinhwa với Good Entertainment hết hạn, Shinhwa thành lập công ty riêng để quản lý hoạt động chung của nhóm, với Eric và Minwoo là co-CEO và các thành viên còn lại là cổ đông. Các hoạt động cá nhân của từng thành viên vẫn sẽ được quản lý bởi công ty mà họ đã ký trước đó. Một buổi họp báo thông báo về sự trở lại của Shinhwa đã được tổ chức vào ngày 5 tháng ba năm 2012 tại rạp CGV ở Cheongdam-dong và phát trực tuyến bởi Mnet Media. Shinhwa cho ra mắt album phòng thu thứ mười của nhóm The Return vào ngày 23 tháng ba năm 2012. Để quảng bá cho album lần này, Shinhwa đã tổ chức chuyến lưu diễn 2012 Shinhwa Grand Tour in Seoul: The Return, khởi đầu ở Olympic Gymnastics Arena vào hai ngày 24 và 25 tháng ba năm 2012, sau đó tiếp tục đến Nhật Bản Trung Quốc, Đài Loan và Singapore. Shinhwa cũng bắt tay sản xuất chương trình truyền hình thực tế đầu tiên của riêng nhóm Shinhwa Broadcast chiếu trên đài cáp JTBC. Nhà sản xuất đã tổ chức chụp hình công khai và họp báo để giới thiệu chương trình.
Năm tiếp theo, Shinhwa tiếp tục các hoạt động âm nhạc của nhóm với sự ra mắt của album phòng thư thứ mười một và concert kỷ niệm 15 năm hoạt động vào tháng ba 2013 Shinhwa 15th Anniversary Concert: The Legend Continues tại Olympic Gymnastics Arena. Trong cùng một ngày thông tin về vé concert và teaser được phát hành. 25.000 vé đã bán hết ngay lập tức trong vòng 5 phút khi ước tính có đến 300.000 người muốn mua vé. Album thứ mười một của Shinhwa The Classic ra mắt ngày 16 tháng năm năm 2013, cùng với đó là chuyến lưu diễn toàn châu Á của nhóm 2013 Shinhwa Grand Tour: The Classic để quảng bá cho album này.
Concert kỷ niệm năm hoạt động thứ 16 của Shinhwa, Here, tổ chức vào ngày 22 và 23 tháng ba năm 2014 tại Nhà thi đấu Thể dục dụng cụ Olympic, đã bán hết được 27.000 vé và đánh sập trang web bán vé. Vì sự cố gây tranh cãi liên quan đến đánh bạc, thành viên Andy đã vắng mặt khỏi buổi diễn, tuy nhiên sau đó anh đã gây bất ngờ khi xuất hiện ở cuối concert gửi lời xin lỗi đến khán giả và người hâm mộ.

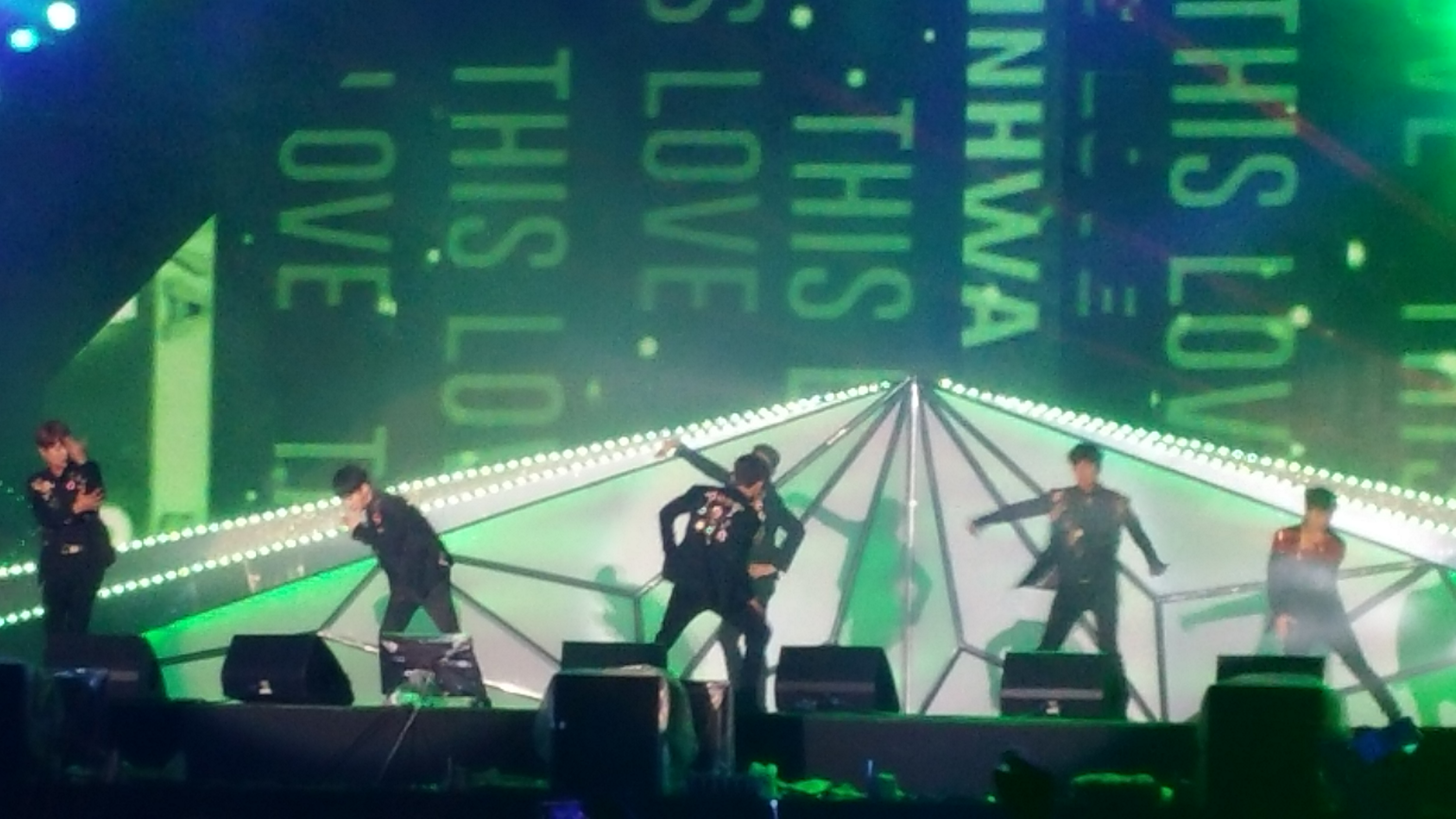
Shinhwa tại KCON JEJU năm 2015

Vào năm 2015, Shinhwa thông báo sẽ xuất hiện trên tập 800 Inkigayo của đài SBS, bao gồm sự tái xuất của Andy sau thời gian anh tạm ngừng hoạt động, sau khi nhóm vừa phát hành album WE sau hơn hai năm. Ca khúc chủ đề "Sniper" được sản xuất bởi LDN Noise  đã đứng đầu bảng xếp hạng thời gian thực trên 5 nền tảng Bugs, genie, Olleh Music, Mnet và Cyworld. Video âm nhạc của ca khúc cũng đạt hơn 1 triệu lượt xem trên YouTube sau hai tuần phát hành. Shinhwa đã giành chiến thắng tại Show Champion với ca khúc "Sniper" vào ngày 11 tháng ba năm 2015. Album thứ mười ba của nhóm Unchanging phát hành ngày 1 tháng một năm 2017 đã đạt hạng ba ở Bảng xếp hạng Album Thế giới. Nhóm tổ chức concert kỷ niệm 17 năm hoạt động WE SHINHWA vào 22 và 23 tháng tám tại Hàn Quốc. Vào ngày 29 tháng năm, Shinhwa thắng kiện bản quyền thương hiệu cho tên gọi của nhóm sau 12 năm. Các thành viên đã bày tỏ niềm vui mừng sau cuộc chiến pháp luật kéo dài nhiều năm.

### 2018-nay: Kỷ niệm 20 năm ra mắt và tạm ngừng hoạt động

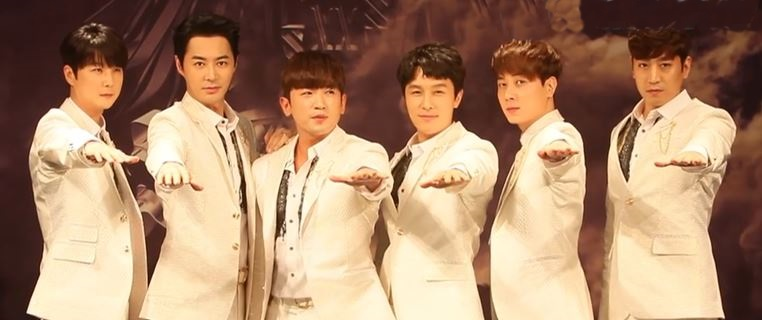
Shinhwa tại fanparty kỷ niệm 20 năm của nhóm ALL YOUR DREAMS

Nhân dịp kỷ niệm 20 năm hoạt động của nhóm, Shinhwa đã ch ra mắt phiên bản làm lại bao gồm tái thu âm và tái sản xuất video âm nhạc của bài hát "All Your Dreams" trong album Only One. Nhóm cũng khỏi động một buổi gặp mặt người hâm mộ vào ngày 24 và 25 tháng ba năm 2018 để làm tín hiệu cho dự án kỷ niệm 20 năm hoạt động, All Your 2018 và biểu diễn tại buổi trình diễn kỷ niệm 20 năm của KBS Music Bank cùng với những nghệ sĩ khác.
Vào 28 tháng tám năm 2018, Shinhwa cho ra mắt album đặc biệt mang tên Heart, với ca khúc chủ đề "Kiss Me Like That" và quảng bá trên các sân khấu âm nhạc trong suốt 3 tuần. Concert kỷ niệm 20 năm của nhóm Heart Tour tại Seoul vào ngày 6 và 7 tháng mười, đã cháy vé trong vòng 5 phút và dẫn đến sự cố làm trực trặc trang web bán vé.
Vào ngày 20 và 21 tháng tư năm 2019, Shinhwa tổ chức concert kỷ niệm 21 năm hoạt động của họ, CHAPTER 4 và thông báo tạm ngừng hoạt động trong năm tiếp theo. Tuy nhiên, thời gian tạm ngừng hoạt động đã diễn ra dài hơn dự kiến và cho đến hết năm 2021, Shinhwa vẫn chưa có bất kỳ hoạt động chung nào. Các thành viên tập trung vào hoạt động cá nhân và nghỉ ngơi trong khoảng thời gian này.

## Danh sách đĩa nhạc

### Album phòng thu
| Tên                                                                             | Thông tin | Vị trí cao nhất trên bảng xếp hạng | Vị trí cao nhất trên bảng xếp hạng | Vị trí cao nhất trên bảng xếp hạng | Vị trí cao nhất trên bảng xếp hạng | Doanh số        |
| Tên                                                                             | Thông tin | KOR RIAK [A]                       | KOR Gaon [B]                       | JPN                                | US World                           | Doanh số        |
| Album tiếng Hàn                                                                 | Album tiếng Hàn | Album tiếng Hàn                    | Album tiếng Hàn                    | Album tiếng Hàn                    | Album tiếng Hàn                    | Album tiếng Hàn |
| ------------------------------------------------------------------------------- | --- | ---------------------------------- | ---------------------------------- | ---------------------------------- | ---------------------------------- | --------------- |
| Resolver (tiếng Hàn Quốc: 해결사)                                               | - Phát hành: 19 tháng 4 năm 1998 - Hãng đĩa SM Entertainment (KSC-8008) - Định dạng: CD                                         | —                                  | —                                  | —                                  | —                                  | - KOR: 85,625   |
| T.O.P.                                                                          | - Phát hành: 5 tháng 4 năm 1999 - Hãng địa: SM Entertainment (KSC-9014) - Định dạng: CD                                         | 3                                  | —                                  | —                                  | —                                  | - KOR: 377,500  |
| Only One                                                                        | - Phát hành: 27 tháng 5 năm 2000 - Hãng đĩa SM Entertainment (SSM-043) - Định dạng: CD                                          | 1                                  | —                                  | —                                  | —                                  | - KOR: 423,873  |
| Hey, Come On!                                                                   | - Phát hành: 28 tháng 6 năm 2001 - Hãng đĩa: SM Entertainment (SM-007) - Định dạng: CD                                          | 3                                  | –                                  | —                                  | —                                  | - KOR: 437,704  |
| Perfect Man                                                                     | - Phát hành: 29 tháng 3 năm 2002 - Hãng đĩa: SM Entertainment (SM-033) - Định dạng: CD, cassette                                | 1                                  | –                                  | 99                                 | —                                  | - KOR: 365,739  |
| Wedding (tiếng Hàn Quốc: 너의 결혼식)                                           | - Phát hành: 27 tháng 12 năm 2002 - Hãng đĩa: SM Entertainment (SM-051) - Định dạng: CD, cassette                               | 3                                  | –                                  | 100                                | —                                  | - KOR: 284,073  |
| Winter Story                                                                    | - Phát hành: 30 tháng 12 năm 2003 - Hãng đĩa: Good EMG, IO Music (EKLD-0329) - Định dạng: CD                                    | 3                                  | —                                  | 253                                | —                                  | - KOR: 81,108   |
| Brand New                                                                       | - Phát hành: 27 tháng 8 năm 2004 - Hãng đĩa: Good EMG, IO Music (EKLD-0444) - Định dạng: CD, digital download                   | 1                                  | —                                  | 100                                | —                                  | - KOR: 325,333  |
| Winter Story 2004–2005                                                          | - Phát hành: 18 tháng 12 năm 2004 - Hãng đĩa: Good EMG, CJ E&M Music (EKLD-0517) - Định dạng: CD, digital download              | 3                                  | —                                  | 158                                | —                                  | - KOR: 102,345  |
| State of the Art                                                                | - Phát hành: 10 tháng 5 năm 2006 - Hãng đĩa: Good EMG, CJ E&M Music (CMBC-0648) - Định dạng: CD, cassette, digital download     | 1                                  | —                                  | —                                  | —                                  | - KOR: 215,641  |
| Volume 9                                                                        | - Phát hành: 3 tháng 4 năm 2008 - Hãng đĩa: Good EMG, Vitamin Entertainment (VDCD-6062) - Định dạng: CD, digital download       | 1                                  | —                                  | 155                                | —                                  | - KOR: 121,852  |
| The Return                                                                      | - Phát hành: 22 tháng 3 năm 2012 - Hãng đĩa: Shinhwa Company, CJ E&M Music (CMCC-9910) - Định dạng: CD, digital download        | —                                  | 3                                  | —                                  | —                                  | - KOR: 88,059   |
| The Classic                                                                     | - Phát hành: 15 tháng 5 2013 - Hãng đĩa: Shinhwa Company, CJ E&M Music (CMCC-10098) - Định dạng: CD, digital download           | —                                  | 2                                  | —                                  | —                                  | - KOR: 78,727   |
| We                                                                              | - Phát hành: 23 tháng 2 năm 2015 - Hãng đĩa: Shincom Entertainment, CJ E&M Music (CMCC-10486) - Định dạng: CD, digital download | —                                  | 2                                  | —                                  | 6                                  | - KOR: 57,808   |
| Unchanging: Touch                                                               | - Phát hành: 2 tháng 1 năm 2017 - Hãng đĩa: Shinhwa Company, CJ E&M Music - Định dạng: CD, digital download                     | —                                  | 2                                  | —                                  | —                                  | - KOR: 66,083   |
| Album tiếng Nhật                                                                | |                                    |                                    |                                    |                                    |                 |
| Inspiration #1                                                                  | - Phát hành: 16 tháng 8 năm 2006 - Hãng đĩa: Nippon Columbia (COZA-210/1) - Định dạng: CD, digital download                     | —                                  | —                                  | 12                                 | —                                  |                 |
| "—" có nghĩa là không nằm trong bảng xếp hạng hoặc không được phát hành tại đó. | |                                    |                                    |                                    |                                    |                 |

### Album trực tiếp
| Tên                                                                             | Thông tin | Vị trí cao nhất trên bảng xếp hạng | Vị trí cao nhất trên bảng xếp hạng | Doanh số       |
| Tên                                                                             | Thông tin | KOR RIAK [A]                       | JPN                                | Doanh số       |
| ------------------------------------------------------------------------------- | --- | ---------------------------------- | ---------------------------------- | -------------- |
| 2001 1st Live Concert                                                           | - Phát hành: 27 tháng 3 năm 2001 (KOR) - Hãng đĩa: SM Entertainment (SMM-061) - Định dạng: CD                          | 3                                  | —                                  | - KOR: 108,199 |
| The Everlasting Mythology: Shinhwa 2nd Concert                                  | - Phát hành: 7 tháng 10 năm 2003 (KOR) - Hãng đĩa: SM Entertainment (SMM-071) - Định dạng: CD                          | —                                  | [C]                                |                |
| 2005 Japan Tour Live Document                                                   | - Phát hành: 24 tháng 3 năm 2006 (KOR) - Hãng đĩa: Good EMG, Phantom Entertainment (FTECD-1003) - Định dạng: CD và DVD | —                                  | [C]                                |                |
| "—" có nghĩa là không nằm trong bảng xếp hạng hoặc không được phát hành tại đó. | |                                    |                                    |                |

### Album tổng hợp
| Tên                                                                             | Thông tin                                                                                      | Vị trí cao nhất trên bảng xếp hạng | Vị trí cao nhất trên bảng xếp hạng | Vị trí cao nhất trên bảng xếp hạng | Doanh số       |
| Tên                                                                             | Thông tin                                                                                      | KOR RIAK [A]                       | KOR Gaon [B]                       | JPN                                | Doanh số       |
| ------------------------------------------------------------------------------- | ---------------------------------------------------------------------------------------------- | ---------------------------------- | ---------------------------------- | ---------------------------------- | -------------- |
| My Choice                                                                       | - Phát hành: 31 tháng 1 năm 2002 (KOR) - Hãng đĩa: SM Entertainment (SM-023) - Định dạng: CD   | 4                                  | 17                                 | —                                  | - KOR: 185,098 |
| Perfect                                                                         | - Phát hành: 15 tháng 5 năm 2002 (JPN) - Hãng đĩa: Avex Trax (AVCD-18028) - Định dạng: CD      | —                                  | —                                  | [C]                                |                |
| Best of Shinhwa 2001–2003                                                       | - Phát hành: 18 tháng 9 năm 2003 (JPN) - Hãng đĩa: Avex Trax (AVCD-18050/B) - Định dạng: CD    | —                                  | —                                  | [C]                                |                |
| Best Hits Collection 1998–2003                                                  | - Phát hành: 16 tháng 12 năm 2003 (TWN) - Hãng đĩa: Avex Taiwan (AVKCD80142/4) - Định dạng: CD | —                                  | —                                  | —                                  |                |
| Precious: Essential Collection                                                  | - Phát hành: 30 tháng 3 năm 2005 (JPN) - Hãng đĩa: Avex Trax (AVCD-18069/B) - Định dạng: CD    | —                                  | —                                  | [C]                                |                |
| "—" có nghĩa là không nằm trong bảng xếp hạng hoặc không được phát hành tại đó. |                                                                                                |                                    |                                    |                                    |                |

### Box sets
| Tên                    | Thông tin                                                                                             |
| ---------------------- | --- |
| Shinhwa CD Premium Box | - Phát hành: 15 tháng 4 năm 2009 (JPN) - Hãng đĩa: Pony Canyon (PCCA-02881) - Định dạng: bộ 14 đĩa CD |

### Đĩa mở rộng
| Tên                                                                             | Thông tin | Vị trí cao nhất trên bảng xếp hạng | Doanh số       |
| Tên                                                                             | Thông tin | KOR RIAK/ Gaon [A]                 | Doanh số       |
| ------------------------------------------------------------------------------- | --- | ---------------------------------- | -------------- |
| Summer Story 2005                                                               | - Phát hành: 5 tháng 8 năm 2005 (KOR) - Hãng đĩa: Good EMG (MLCD-0036) - Định dạng: Digital single                               | —                                  |                |
| Winter Story 2006–2007                                                          | - Phát hành: 25 tháng 1 năm 2007 (KOR) - Hãng đĩa: Good EMG, Vitamin Entertainment (VDCD-6014) - Định dạng: CD, digital download | 2                                  | - KOR: 20,654  |
| Winter Story 2007                                                               | - Phát hành: 5 tháng 12 năm 2007 (KOR) - Hãng đĩa: Good EMG, Vitamin Entertainment (VDCD-6047) - Định dạng: CD, digital download | 1                                  | - KOR: 24,585  |
| Unchanging: Part 1 Orange                                                       | - Phát hành: 29 tháng 11 năm 2016 - Hãng đĩa: Shinhwa Company, CJ E&M Music - Định dạng: CD, digital download                    | 2                                  | - KOR: 26,036+ |
| Heart                                                                           | - Phát hành: 28 tháng 8 năm 2018 - Hãng đĩa: Music&NEW - Định dạng: CD, digital download                                         | 2                                  | - KOR: 56,398  |
| "—" có nghĩa là không nằm trong bảng xếp hạng hoặc không được phát hành tại đó. | |                                    |                |

### Đĩa đơn
| Tên                                                                             | Năm  | Vị trí cao nhất trên bảng xếp hạng | Vị trí cao nhất trên bảng xếp hạng | Vị trí cao nhất trên bảng xếp hạng | Album                                       |
| Tên                                                                             | Năm  | KOR Gaon [B]                       | KOR Hot 100 [D]                    | JPN                                | Album                                       |
| ------------------------------------------------------------------------------- | ---- | ---------------------------------- | ---------------------------------- | ---------------------------------- | ------------------------------------------- |
| "Resolver"[F] (tiếng Hàn Quốc: "해결사")                                        | 1998 | —                                  | —                                  | —                                  | Resolver                                    |
| "Eusha! Eusha!" (tiếng Hàn Quốc: "으쌰! 으쌰!")                                 | 1998 | —                                  | —                                  | —                                  | Resolver                                    |
| "Sharing Forever" (tiếng Hàn Quốc: "천일유혼"; lit. "Thousand-Year Spirit")     | 1998 | —                                  | —                                  | —                                  | Resolver                                    |
| "T.O.P. (Twinkling of Paradise)"                                                | 1999 | —                                  | —                                  | —                                  | T.O.P.                                      |
| "Yo! (Brat Report)"[F] (tiếng Hàn Quốc: "Yo! (악동보고서)")                     | 1999 | —                                  | —                                  | —                                  | T.O.P.                                      |
| "Only One"                                                                      | 2000 | —                                  | —                                  | —                                  | Only One                                    |
| "All Your Dreams"                                                               | 2000 | —                                  | —                                  | —                                  | Only One                                    |
| "First Love"                                                                    | 2000 | —                                  | —                                  | —                                  | Only One                                    |
| "Wedding March (Your Side)"[F] (tiếng Hàn Quốc: "Wedding March (너의 곁에서)")  | 2000 | —                                  | —                                  | —                                  | Only One                                    |
| "Hey, Come On!"                                                                 | 2001 | —                                  | —                                  | —                                  | Hey, Come On!                               |
| "Wild Eyes"                                                                     | 2001 | —                                  | —                                  | —                                  | Hey, Come On!                               |
| "My Life Style"                                                                 | 2002 | —                                  | —                                  | —                                  | My Choice                                   |
| "Perfect Man"                                                                   | 2002 | —                                  | —                                  | —                                  | Perfect Man                                 |
| "I Pray 4 U"                                                                    | 2002 | —                                  | —                                  | —                                  | Perfect Man                                 |
| "Wedding" (tiếng Hàn Quốc: "너의 결혼식")                                       | 2002 | —                                  | —                                  | —                                  | 너의 결혼식 (Wedding)                       |
| "Addiction (Deep Sorrow)"[F] (tiếng Hàn Quốc: "중독 (Deep Sorrow)")             | 2002 | —                                  | —                                  | —                                  | 너의 결혼식 (Wedding)                       |
| "Young Gunz"                                                                    | 2004 | —                                  | —                                  | —                                  | Winter Story                                |
| "How Do I Say?"                                                                 | 2004 | —                                  | —                                  | —                                  | remixes later included on Summer Story 2005 |
| "Brand New"                                                                     | 2004 | —                                  | —                                  | —                                  | Brand New                                   |
| "Fever (Crazy)" (tiếng Hàn Quốc: "열병 (Crazy)")                                | 2004 | —                                  | —                                  | —                                  | Brand New                                   |
| "Oh!"                                                                           | 2004 | —                                  | —                                  | —                                  | Brand New                                   |
| "Angel"                                                                         | 2004 | —                                  | —                                  | —                                  | Brand New                                   |
| "2gether 4ever"                                                                 | 2004 | —                                  | —                                  | —                                  | Brand New                                   |
| "Hey, Dude"                                                                     | 2005 | —                                  | —                                  | —                                  | Summer Story 2005                           |
| "Once in a Lifetime"                                                            | 2006 | —                                  | —                                  | —                                  | State of the Art                            |
| "Throw My Fist"                                                                 | 2006 | —                                  | —                                  | —                                  | State of the Art                            |
| "You're My Everything"                                                          | 2006 | —                                  | —                                  | —                                  | State of the Art                            |
| "We Have the Sun in Our Hearts"[F][E] (tiếng Nhật: "僕らの心には太陽がある")    | 2006 | —                                  | —                                  | 9                                  | Inspiration #1                              |
| "Just One More Time..."[F] (tiếng Hàn Quốc: "다시 한번만...")                   | 2008 | —                                  | —                                  | —                                  | Volume 9                                    |
| "Run"                                                                           | 2008 | —                                  | —                                  | —                                  | Volume 9                                    |
| "Evidence (Destiny of Love)"[F] (tiếng Hàn Quốc: "흔적 (Destiny of Love)")      | 2008 | —                                  | —                                  | —                                  | Volume 9                                    |
| "Venus"                                                                         | 2012 | 6                                  | 6                                  | —                                  | The Return                                  |
| "This Love"                                                                     | 2013 | 3                                  | 5                                  | —                                  | The Classic                                 |
| "Memory"                                                                        | 2015 | 15                                 | —                                  | —                                  | We                                          |
| "Sniper" (tiếng Hàn Quốc: "표적")                                               | 2015 | 3                                  | —                                  | —                                  | We                                          |
| "Orange" (tiếng Hàn Quốc: "오렌지")                                             | 2016 | 42                                 | —                                  | —                                  | Unchanging: Part 1 Orange                   |
| "Touch" (tiếng Hàn Quốc: "터치")                                                | 2017 | 4                                  | —                                  | —                                  | Unchanging: Touch                           |
| "Kiss Me Like That"                                                             | 2018 | 81                                 | —                                  | —                                  | Shinhwa Twenty Special Album: Heart         |
| "—" có nghĩa là không nằm trong bảng xếp hạng hoặc không được phát hành tại đó. |      |                                    |                                    |                                    |                                             |

### Bài hát khác lọt vào bảng xếp hạng
| Tên                                                                             | Năm  | Vị trí cao nhất trên bảng xếp hạng | Vị trí cao nhất trên bảng xếp hạng | Album       |
| Tên                                                                             | Năm  | KOR Gaon [B]                       | KOR Hot 100 [D]                    | Album       |
| ------------------------------------------------------------------------------- | ---- | ---------------------------------- | ---------------------------------- | ----------- |
| "Be My Love"                                                                    | 2012 | 89                                 | —                                  | The Return  |
| "Hurts"                                                                         | 2012 | 43                                 | 30                                 | The Return  |
| "Let It Go"                                                                     | 2012 | 83                                 | —                                  | The Return  |
| "Move With Me"                                                                  | 2012 | 88                                 | —                                  | The Return  |
| "On the Road"                                                                   | 2012 | 73                                 | 48                                 | The Return  |
| "Red Carpet"                                                                    | 2012 | 85                                 | —                                  | The Return  |
| "Stay"                                                                          | 2012 | 84                                 | —                                  | The Return  |
| "Welcome"                                                                       | 2012 | 97                                 | —                                  | The Return  |
| "Acquainted Guy"[F] (tiếng Hàn Quốc: "아는 남자")                               | 2013 | 99                                 | —                                  | The Classic |
| "Alright"                                                                       | 2015 | 58                                 | —                                  | We          |
| "Cat" (tiếng Hàn Quốc: "고양이")                                                | 2015 | 89                                 | —                                  | We          |
| "Don't Cry"                                                                     | 2015 | 91                                 | —                                  | We          |
| "Give It 2 Me"                                                                  | 2015 | 95                                 | —                                  | We          |
| "Ice Moon"[F] (tiếng Hàn Quốc: "얼음달")                                        | 2015 | 94                                 | —                                  | We          |
| "I'm in Love"                                                                   | 2015 | 96                                 | —                                  | We          |
| "White Shirts"                                                                  | 2015 | 87                                 | —                                  | We          |
| "—" có nghĩa là không nằm trong bảng xếp hạng hoặc không được phát hành tại đó. |      |                                    |                                    |             |

### Xuất hiện trong những album khác
| Tên                                                                                 | Năm phát hành | Album                                                        |
| ----------------------------------------------------------------------------------- | ------------- | ------------------------------------------------------------ |
| "Merry Christmas"                                                                   | 1999          | Christmas in SMTown                                          |
| "Prayer"[F] (tiếng Hàn Quốc: "기도")                                                | 2000          | Christmas Winter Vacation in SMTown.com: Look Out the Window |
| "Rudolph the Red-Nosed Reindeer" (tiếng Hàn Quốc: "루돌프 사슴코")                  | 2000          | Christmas Winter Vacation in SMTown.com: Look Out the Window |
| "White Paradise"                                                                    | 2000          | Christmas Winter Vacation in SMTown.com: Look Out the Window |
| "We Wish You a Merry Christmas"                                                     | 2001          | Winter Vacation in SMTown.com: Angel Eyes                    |
| "White Love"                                                                        | 2001          | Winter Vacation in SMTown.com: Angel Eyes                    |
| "12:00 N"                                                                           | 2001          | Guardian Angel: 수호천사                                     |
| "Hero"                                                                              | 2002          | 2002 Summer Vacation in SMTown.com                           |
| "For This Time"[F] (tiếng Hàn Quốc: "이번만큼은")                                   | 2002          | 2002 Winter Vacation in SMTown.com: My Angel My Light        |
| "Silver Bells" Kangta, Shin Hye-sung, and Isak N Jiyeon                             | 2002          | 2002 Winter Vacation in SMTown.com: My Angel My Light        |
| "Snow Baby" Kim Dong-wan, Jun Jin, and Fly to the Sky                               | 2002          | 2002 Winter Vacation in SMTown.com: My Angel My Light        |
| "I Miss You" Yoo Soo-young, Eric Mun, Andy Lee, and Shinvi                          | 2002          | 2002 Winter Vacation in SMTown.com: My Angel My Light        |
| "Look Out the Window"[F] (tiếng Hàn Quốc: "창 밖을 보라") Moon Hee-jun, Lee Min-woo | 2002          | 2002 Winter Vacation in SMTown.com: My Angel My Light        |
| "I Pray 4 U" (Remix)                                                                | 2003          | 2003 Summer Vacation in SMTown.com                           |
| "Just Be My Love"                                                                   | 2005          | The 101st Proposal OST                                       |
| "That Day"[F] (tiếng Hàn Quốc: "그날이 오면")                                       | 2005          | Super Rookie OST                                             |

## Giải thưởng
Năm 2000
- Giải Danh tiếng tại SBS Music Awards 2000
- Giải Bình chọn tại KMTV Song Awards 2000
- Giải Nghệ sĩ yêu thích tại KMTV Song Awards 2000

Năm 2001
- Giải Bình chọn tại KBS Music Awards 2001
- Giải Bình chọn tại SBS Music Awards 2001
- Giải Bình chọn tại Korean Golden Disk Awards lần thứ 16
- Giải Bình chọn tại Seoul Music Awards lần thứ 12
- Giải Nghệ sĩ yêu thích tại KMTV Song Award 2001
- Giải Nhóm nhạc nam xuất sắc tại MAMA 2001

Năm 2002
- Giải Bình chọn tại Korean Golden Disk Awards lần thứ 17
- Giải Bình chọn tại Seoul Music Awards lần thứ 13
- Giải Nhóm nhạc nam xuất sắc tại MAMA 2002

Năm 2003
- Giải Bình chọn tại Korean Golden Disk Awards lần thứ 18
- Giải Bình chọn tại Seoul Music Awards lần thứ 14
- Giải Bình chọn tại SBS Music Festival Awards 2003

Năm 2004
- Giải Bình chọn tại KBS Music Awards 2004
- Giải Bình chọn tại SBS Music Festival Awards 2004
- Giải Cống hiến tại SBS Music Festival Awards 2004
- Giải Nghệ sĩ của năm tại SBS Music Festival Awards 2004
- Giải Bình chọn tại Seoul Music Awards lần thứ 15
- Giải Nghệ sĩ của năm tại Seoul Music Awards lần thứ 15
- Giải Bình chọn tại Korea Fashion World Awards lần thứ 2
- Giải Trình diễn nhóm tại MAMA 2004
- Giải Bình chọn nước ngoài tại MAMA 2004
- Giải Bình chọn tại Korean Golden Disk lần thứ 19
- Giải Ăn ảnh nhất tại South Korean Image Contest Award 2004
- Giải Bình chọn tại MBC Music Awards 2004

Năm 2005
- Giải Nghệ sĩ Hàn Quốc được yêu thích nhất tại MTV Asia Music Awards 2005

Năm 2006
- Giải Bình chọn nước ngoài tại MAMA 2006
- Giải Bình chọn tại Korean Golden Disk lần thứ 20
- Giải Bình chọn tại SBS Music Festival Awards 2006
- Giải Bình chọn tại Seoul Music Awards lần thứ 17

Năm 2007
- Giải Bình chọn nước ngoài tại MAMA 2007
- Giải Nghệ sĩ châu Á xuất sắc nhất tại Japanese Golden Disk lần thứ 21

Năm 2008
- Giải Bình chọn tại Korean Golden Disk lần thứ 22

## Tranh cãi

### Rời SM Entertainment
Vào năm 2003, hợp đồng 5 năm của SM Entertainment với Shinhwa kết thúc. Lee Soo-man, người đứng đầu SM Entertainment, đã đề nghị gia hạn hợp đồng với tất cả các thành viên trừ Dongwan. Thay vào đó, nhóm đã lựa chọn ký hợp đồng với một công ty mới, sự lựa chọn này đã gây ra tranh cãi khi Lee Soo-man từ chối cho phép họ sử dụng cái tên Shinhwa dưới một công ty khác. Đỉnh điểm của trận chiến diễn ra vào tháng 9 năm 2014, nhóm đã phải đổi tên công ty chủ quản Shinhwa Company thành ShinCom Entertainment, để tránh các vấn đề pháp lý. Vào tháng 5 năm 2015, sau 12 năm đấu tranh pháp lý, Shinhwa cuối cùng đã thắng vụ kiện với Joon Media và đổi tên công ty của họ thành Shinhwa Company. CEO của Open World Entertainment, Seok-Woo Jang, chủ sở hữu bản quyền đối với cái tên Shinhwa, được cấp quyền sử dụng tên miễn là họ biểu diễn cùng nhau như một nhóm. Open World nắm giữ quyền sở hữu đối với các buổi hòa nhạc ở nước ngoài của Shinhwa với Shinhwa Company và cấp phép ở nước ngoài cho các album của nhóm. Những người đứng đầu Top Class Entertainment và Liveworks Company là giám đốc của Shinhwa Company, với Top Class Entertainment phụ trách quảng bá và quản lý nói chung, và Liveworks Company cung cấp hỗ trợ liên quan đến album, buổi hòa nhạc và quảng bá.

## Đời tư

### Hôn nhân
Vào ngày 1 tháng 7 năm 2017, Eric là thành viên đầu tiên của Shinhwa kết hôn. Lễ cưới của anh cùng nữ diễn viên Na Hyemi đã được tổ chức tại một nhà thờ ở quận Jung, Seoul. Tất cả các thành viên của Shinhwa đã xuất hiện với vai trò là phù rể để chúc phúc cho anh trong ngày đặc biệt này.
Vào ngày 27 tháng 9 năm 2019, theo như thông báo trước đó, Jun Jin là thành viên thứ hai của Shinhwa kết hôn. Được biết, vị hôn thê của anh là một tiếp viên hàng không và lễ cưới có sự góp mặt của các thành viên Shinhwa cùng cuộc sống hôn nhân của cả hai đã được tiết lộ qua chương trình "You Are My Destiny", một chương trình với sự tham gia của các cặp đôi đã kết hôn là người nổi tiếng của đài SBS.
Vào ngày 19 tháng 1 năm 2022, Andy là thành viên tiếp theo thông báo kết hôn với một phát thanh viên từng làm việc cho đài MBC Jeju. Lễ cưới của cả hai dự kiến sẽ diễn ra vào ngày 12 tháng 6.